# Grallaria przewalskii
Pita-formigueira-do-rio-abiseo ou torom-ferrugíneo (Grallaria przewalskii) é uma espécie de ave da família Formicariidae.
É endémica do Peru.
Os seus habitats naturais são: regiões subtropicais ou tropicais húmidas de alta altitude e florestas secundárias altamente degradadas.